# Quân chủ Liechtenstein
Vương công Liechtenstein (tiếng Đức: Fürst von und zu Liechtenstein), hay Thân vương Liechtenstein,  là quân chủ và nguyên thủ quốc gia của Thân vương quốc Liechtenstein, là một trong ba thân vương quốc còn tồn tại duy nhất trên thế giới hiện nay, 2 thân vương quốc còn lại là Monaco và Andorra. Tên của gia tộc và sau đó là tên của Thân vương quốc có chủ quyền đều được đặt theo tên của Lâu đài Liechtenstein ở Hạ Áo mà gia tộc này sở hữu từ năm 1140 đến thế kỷ XIII, và từ năm 1807 cho đến nay, Liechtenstein là chế độ quân chủ duy nhất ở Châu Âu thực hiện chế độ Agnatic primogeniture.